# Græsted Revyen
Græsted Revyen er en sommerrevy i Græsted på Græsted Kro. Revyen har fundet sted siden 1993. I 2009 flyttede revyen til Asminderød Kro. Fra 2012 er revyen atter tilbage på Græsted Kro.

## Charlies Revygalla 2014
I 2014 modtog Græsted Revyen "Alt er ferfekt" TV 2 Charlies specialpris.
Skuespilleren Sofie Stougaard blev hyldet for sin store indsats i Græsted Revyen med prisen for 'Årets talent', som hun fik overrakt af kollegaen Niels Ellegaard. Det var ellers et særdeles stærkt felt, hvor Bodil Jørgensen og Julie Steincke også var blandt de nominerede. Græsted Revyen kunne også glæde sig over 'Charlie Specialprisen', som gives til den revy, der har gjort sig særligt bemærket for sin originalitet og kvalitet.

## Græsted Revyer
- Græsted Revyen "Alt er ferfekt" (2014), medvirkende: René Richardt, Troels Malling Thaarup, Sofie Stougaard, Mette K Madsen
- Græsted Revyen (2013), medvirkende: René Richardt, Lars Topp Thomsen, Troels Malling Thaarup, Christine Exner
- Undskyld Vi Roder (2012), medvirkende: René Richardt, John Batz, Troels Malling Thaarup, Christine Exner
- Javel Hr. Minister (2009), medvirkende: John Batz, René Richardt, Tina Christiansen
- Tidens Aand (2008), medvirkende: Heidi Colding-Hansen, Susan A. Olsen, Dan Nielsen, René Richardt, Troels Malling Thaarup
- Licens til latter (2007), medvirkende: René Richardt, Tina Christiansen, Christine Exner, John Batz
- Græsted Revyen (2006),medvirkende: Tina Christiansen, René Richardt, John Batz, Kasper Leisner
- You're The Grætest (2005), medvirkende: Jens Jacob Tychsen, Joy-Maria Frederiksen, Katja Elgaard Holm, René Richardt
- Hvilket Bryllup ? (2004), medvirkende: René Richardt, Katja Elgaard Holm, John Batz, Annevig Schelde Ebbe, Gunvor Reynberg
- Stæying Alive (2003), medvirkende: Louise Herbert, Gunvor Reynberg, Sara Qvist, René Richardt, John Batz
- Græsted Revyen (2002), medvirkende: René Richardt, Lise-Lotte Norup, John Batz, Mette Marckmann
- Krogalskab (2001), medvirkende: René Richardt, John Batz, Mogens Birkmann Sørensen, Anne Marie Pock-Steen
- Absolut Revy (2000), medvirkende: Maria Garde, Birgitte Svendsen, Hans Henrik Bærentsen, Mogens Birkmann Sørensen
- Sommerglimmer (1999), medvirkende: René Richardt, John Batz, Christian Damsgaard, Grethe Søndergaard
- Sommerkulør (1998), medvirkende: René Richardt, Ragnhild Kaasgaard, Grethe Søndergaard, Christian Damsgaard
- Sommerflimmer (1997), medvirkende: Gyda Hansen, René Richardt, Hans Henrik Bærentsen, Tone Løhr